# گریت استاتون
گریت استاتون (به انگلیسی: Great Staughton) یک روستا و محله مدنی در بریتانیا است که در هانتینگدونشر واقع شده‌است. گریت استاتون ۸۹۶ نفر جمعیت دارد.